# Shihezi
Shihezi (chiń. 石河子; pinyin Shíhézǐ; ujg. شىخەنزە, Shixenze) – miasto o statusie podprefektury w północno-zachodnich Chinach, w regionie autonomicznym Sinciang, u podnóża Tienszanu. W 2010 roku liczba mieszkańców miasta wynosiła 606 906. W mieście rozwinął się przemysł maszynowy, włókienniczy oraz spożywczy.